# Фінал Кубка Іспанії з футболу 1963
Фінал Кубка Іспанії з футболу 1963 — футбольний матч, що відбувся 23 червня 1963 року. У ньому визначився 61-й переможець кубка Іспанії.

## Шлях до фіналу
| Барселона       | Барселона | Барселона                                       | Раунд       | Сарагоса          | Сарагоса  | Сарагоса                                        |
| --------------- | --------- | ----------------------------------------------- | ----------- | ----------------- | --------- | ----------------------------------------------- |
| Суперник        | Результат | Матчі                                           |             | Суперник          | Результат | Матчі                                           |
| Реал Мурсія     | 3–2       | 3–1 вдома; 0–1 на виїзді                        | 1/16 фіналу | Сан-Фернандо      | 8–2       | 4–1 вдома; 4–1 на виїзді                        |
| Ельче           | 7–6       | 1–4 на виїзді; 4–1 вдома; 2–1 (нейтральне поле) | 1/8 фіналу  | Атлетік (Більбао) | 4–3       | 0–1 на виїзді; 1–0 вдома; 3–2 (нейтральне поле) |
| Реал Вальядолід | 5–3       | 1–2 на виїзді; 4–1 вдома                        | 1/4 фіналу  | Атлетіко (Мадрид) | 2–1       | 0–1 на виїзді; 2–0 вдома                        |
| Валенсія        | 4–3       | 2–2 на виїзді; 1–1 вдома; 1–0 (нейтральне поле) | 1/2 фіналу  | Реал Мадрид       | 4–3       | 4–0 вдома; 0–3 на виїзді                        |

## Подробиці
| 23 червня 1963 |

| Барселона                       | 3:1      | Реал Сарагоса |
| ------------------------------- | -------- | ------------- |
| Переда 9' Кочиш 18' Сальдуа 59' | Протокол | Вілья 61'     |

| Камп Ноу, Барселона Глядачів: 90 000 Арбітр: Хосе Луїс Лопес Сабалья |

|  |  |

| В                |  | Хосе Мануель Песудо  |
| З                |  | Сігфрід Грасія       |
| З                |  | Ферран Олівелья      |
| З                |  | Родрі                |
| ПЗ               |  | Хесус Гарай          |
| ПЗ               |  | Жоан Сегарра (к)     |
| Н                |  | Хесус Марія Переда   |
| Н                |  | Шандор Кочиш         |
| Н                |  | Хосе Антоніо Сальдуа |
| Н                |  | Марті Верхес         |
| Н                |  | Педро Сабалья        |
| Головний тренер: |  |                      |
| Хосеп Гонсальво  |  |                      |

| В                       |  | Енріке Ярса (к)      |
| З                       |  | Хоакін Кортісо       |
| З                       |  | Франсіско Сантамарія |
| З                       |  | Хуан Суб'яурре       |
| ПЗ                      |  | Пепін                |
| ПЗ                      |  | Сантьяго Ісасі       |
| Н                       |  | Карлос Лапетра       |
| Н                       |  | Хуан Мануель Вілья   |
| Н                       |  | Марселіно Мартінес   |
| Н                       |  | Сігі                 |
| Н                       |  | Хоакін Мурільйо      |
| Тренер:                 |  |                      |
| Сезар Родрігес Альварес |  |                      |